# Мандичевський Євсевій
Євсевій Мандичевський (нім. Eusebius Mandyczewski, рум. Eusebie Mandicevschi; нар. 17 серпня 1857, с. Багринівка, тепер Чернівецької області — 13 липня 1929, м. Шульц поблизу Відня) — український і австрійський музикознавець, композитор, диригент, педагог, доктор музикознавства (з 1897). Був відомим, шанованим і впливовим у австрійських, румунських та українських музичних колах.

## Освіта та кар'єра
Син православного священика. Музичну освіту отримав у Чернівцях (під керівництвом Сидора Воробкевича та Адальберта Гржималі), потім вдосконалювався у Відні, де його вчителями були Едуард Ганслік, Роберт Фукс, Мартін Густав Ноттебом. Закінчив філософський факультет Віденського університету.
Від 1875 р. мешкав у Відні, проте зв'язків з Україною не поривав, часто приїжджав до Чернівців (тут видано й деякі його твори). З 1879 року входив до найближчого оточення композитора Йоганнеса Брамса.
У Відні керував хоровими та оркестровими колективами. Від 1880 — хормейстер Віденської хорової академії. 1887 обійняв посаду архіваріуса Товариства друзів музики. У 1896—1921 роках професор Академії музики та сценічного мистецтва (віденської консерваторії), де вів класи, інструментування, історії музики та композиції. Серед його учнів — Ганс Ґаль, Карл Бем, Іларіон Веренко, Маноліс Каломіріс, Джордж Селл, Леоне Синіґалья, Карел Прохазка (старший), Марціан Неґря, Йозеф Алоїс Кріпс, Юліус Патцак, Фердинанд Ребай, Розаріо Скалеро, Ґустав Уве Єннер, Артур Шнабель, Карл Ґарінґер, Іґнац Брюлль, Генрі Кімболл Гедлі та інші.

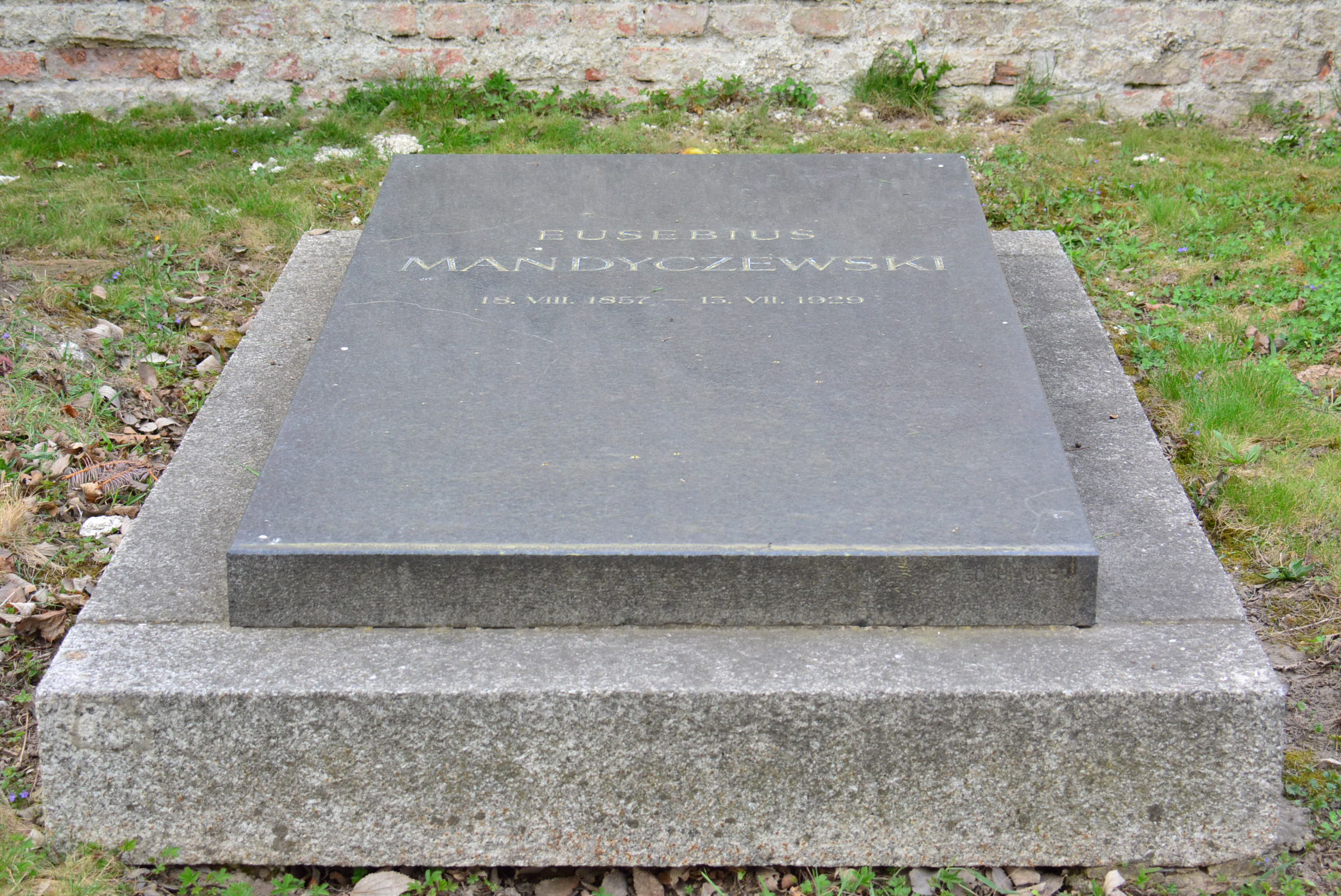
Могила Євсевія Мандичевського

Протягом багатьох років він був віденським кореспондентом британського журналу «Музичний таймс».
У 1901 році він одружився з Альбіною фон Вест, викладачкою співу та керівничкою жіночого хору Товариства друзів музики.
Євсевій Мандичевський похований на Центральному цвинтарі у Відні.

## Творчість
Автор симфонічних, вокально-симфонічних, камерних і сольних творів у стилі Брамса. Написав 11 українських хорів, в тому числі два на слова Шевченка: «Ой Діброво» та канон на три голоси «І день іде, і ніч іде». Опрацьо́вував народні пісні — українські, російські та молдовські. Відомий також дослідженнями та виданням творів Гайдна, Брамса, Шуберта.

## Відзнаки
У 1909 році Євсевій Мандичевський був нагороджений лицарським хрестом ордена Франца Йосифа.